# Bianou
Le Bianou est une fête se déroulant vers le 10 du mois de Mouharram dans le calendrier musulman, trente jours après la fête de la Tabaski, elle dure vingt-trois jours.

## Historique
Agadez au Niger est le lieu initial de cette fête qui s'est étendue par la suite à Arlit et sa sous-région.

## Symbolique
Cette fête célébrant l'Hégire, est considérée comme le moment le plus propice aux pardons des péchés commis au cours de l'année[réf. nécessaire]. Elle marque l'accueil réservé au prophète Mahomet et ses compagnons par les habitants de Médine lors de l'Hégire (célébration des victoires durant les guerres saintes). C'est pour cela que c'est le moment propice pour les musulmans du Niger pour le pardon des péchés.

## Déroulement
Durant vingt-trois jours, ce festival est marqué par plusieurs activités comme les coups de tambour pour implorer la bénédiction d'Allah, des danses rythmées menées par des hommes qui arborent leurs plus grands boubous, la tête couverte par leur turban comme il est de coutume dans la région d'Agadez au nord du pays, sabres ou lances en main. Pour cette fête aux allures de Carnaval, les jeunes filles se font toutes belles bien maquillées avec des bijoux de valeur. Ces festivités renforcent la cohésion sociale tout comme les liens de parenté et d'amitié entre les communautés.